# Swami Karpatri
Swami Karpatri (1907-1982) est un renonçant (samnyāsin), théologien, réformateur religieux, journaliste et leader politique hindou.

## Éléments de biographie
Né en Uttar Pradesh, en Inde, il devint moine hindou (samnyāsin) et suivit le dharma de sa foi, accomplissant pour ce faire des pèlerinages et des jeûnes, entre autres ascèses. Très tôt, il étudie la Bhagavad Gita.

### Engagement politique
Il s'est fortement impliqué en politique. Après l'Indépendance de l'Inde, il fonde en 1948 un parti appelé Ram Rajya Parishad (en) (« Association du Royaume de Ram ») qui avait pour premier objectif de s'opposer au Hindu Code Bills (en) — un ensemble de lois visant à réformer le droit coutumier hindou — qui constituaient, selon lui, une atteinte aux traditions. Mais le parti cherchait également à instaurer le dharmarājya (« règne du dharma »).  
Son parti connut un relativement limité (sauf peut-être au Rajasthan et dans le Madhya Pradesh où il s'installa partiellement). Mais son fondateur joua un rôle important en 1966, car c'est en partie grâce à son influence qu'environ 100 000 personnes (dont de nombreux religieux) manifestèrent à Delhi pour que soit interdit l'abattage des vaches. Un des proches lieutenant de Karpatri, le shankaracharya de Puri, participait à la manifestation, et il entreprit un jeûne d'un mois et demi à cause de ce qu'il qualifiait de « répression » de la manifestation, un événement qui tint en suspens tout le pays. 

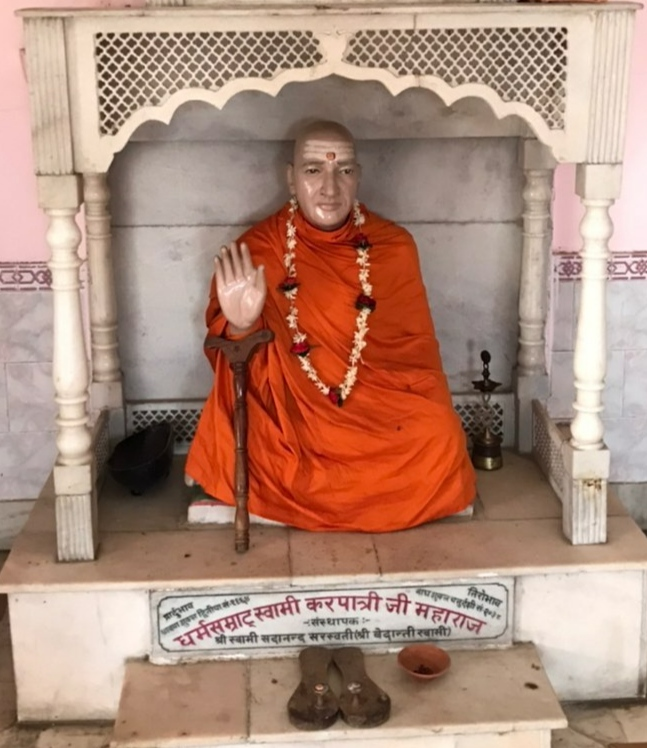
Dharma-smarât Swâmi Karpatri-ji Mâharâja (« Empereur du dharma, Swami Karpatri-ji Grand roi »)

## Œuvre et postérité

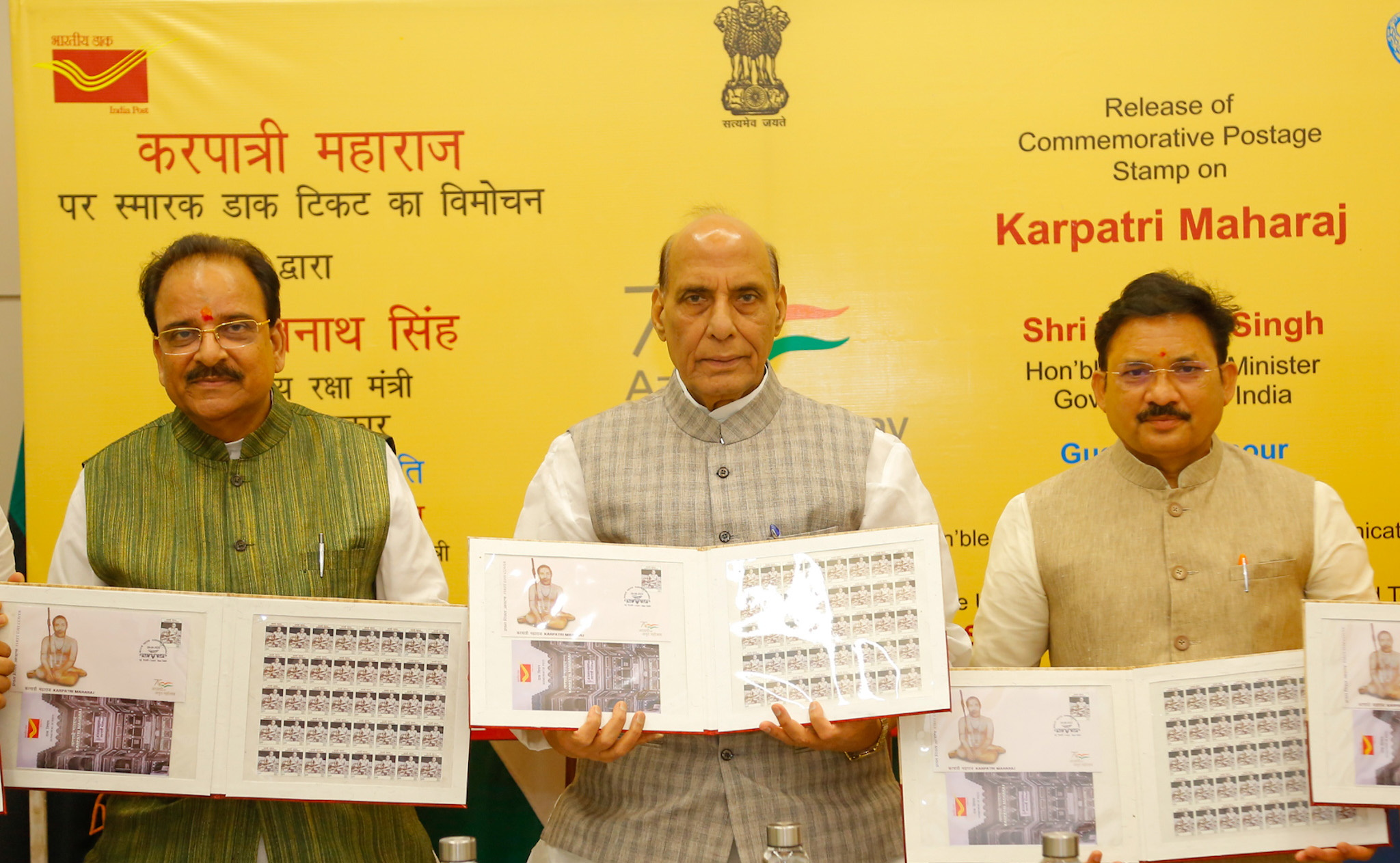
Trois ministres du gouvernement indien présentent le timbre commémoratif de Karpatri Maharaj, à New Delhi le 29 juin 2022.

Karpatri a écrit plusieurs livres en hindi, et il est considéré comme un « empereur du dharma » (dharma saṃrāṭ). 
Parmi ses disciples, on compte Swami Swarupananda Saraswati (1924-2022), qui fut shankaracharya de Jyotir Math et de Dwarka, ainsi que le musicologue et indianiste français Alain Daniélou (1907-1984). Ce dernier fut un des interprètes des idées de Swami Karpatri, dont il a traduit plusieurs œuvres. Mais selon J.-L. Gabin et G. Pellegrini, Daniélou a commis plusieurs erreurs d'interprétations de la pensée de son maître,.